# Dudu Pukwana
Mtutuzeli 'Dudu' Pukwana (Port Elizabeth, 18 juli 1938 – Londen, 28 juni 1990) was een Zuid-Afrikaanse jazzmuzikant (zang, piano, saxofoon) en -componist.

## Biografie
De moeder van Pukwana was zangeres, zijn vader zanger en pianist. Hij leerde piano van zijn vader op 6-jarige leeftijd. Aanvankelijk werkte hij als pianist voor de zanggroep Four Yanks van Tete Mbambisa. Hij wisselde al snel naar de altsaxofoon na een ontmoeting met tenorsaxofonist Nick Moyake in 1956. Met zijn Jazz Giants, waaronder Moyake, Mbambisa en Makaya Ntshoko, won hij de eerste prijs op het Johannesburg Jazz Festival in 1962. Hij speelde ook met Gideon Nxumalo en maakte deel uit van het ensemble van Stanley Glassers musical Mr. Paljas. In 1963 speelde hij met Chris McGregors Castle Camp Big Band. Vervolgens werd hij lid van de Blue Notes, die volgens de apartheidswetten als multiraciaal werden beschouwd en door de autoriteiten in toenemende mate werden beperkt in hun werk. Na te zijn uitgenodigd voor het Antibes Jazz Festival, ging Pukwana in ballingschap met The Blue Notes (waaronder McGregor, Moyake, Mongezi Feza, Johnny Dyani en Louis Moholo). Na tussenstops in Zürich en Frankrijk ging Pukwana met de band naar Londen, waar hij zich permanent vestigde.
Pukwana bleef onder extreem slechte economische omstandigheden werken met The Blue Notes en de daaruit voortvloeiende Brotherhood of Breath, maar ook in de formatie Centipede van Keith Tippett. Later trad hij toe tot de afrorockband Assagai, voordat hij zijn eigen bands Spear (met John Stevens) en vervolgens Zila (regelmatig met Harry Beckett, Django Bates en zanger Pinise Saul) formeerde. Hij werd steeds vaker gehoord op de sopraansaxofoon. Hij nam ook op met Misha Mengelberg en Han Bennink, met trompettist Hugh Masekela, evenals met Harry Millers groep Isipingo en met Dyanis Witchdoctors Son. Hij toerde door de Verenigde Staten, Midden-Europa, Frankrijk en West-Afrika en speelde tijdens grote festivals zoals Moers en Willisau.
Als studiomuzikant speelde hij met Gwigwi Mrwebi, de Incredible String Band en het Reggae Philharmonic Orchestra en was hij betrokken bij Jonas Gwangwa's filmmuziek voor Cry Freedom. Pukwana heeft de Europese jazz nieuwe impulsen gegeven met zijn composities en concepten gebaseerd op Zuid-Afrikaanse wereldmuziek. Zijn deels niet-economische en zeer gespannen manier om een solo op de altsaxofoon te spelen, verrijkte ook geïmproviseerde muziek.

## Overlijden
Dudu Pukwana overleed in juni 1990 op bijna 52-jarige leeftijd.

## Discografie
- 1973: D. Pukwana: In the Townships (met Bizo Mngqikana, Mongezi Feza, Harry Miller, Louis Moholo)
- 1975: D. Pukwana: Diamond Express (met Feza, Moholo, K. Tippett, Elton Dean, ook onder de titel Ubaqile)
- 1978: J. Dyani: Witchdoctors Son (met John Tchicai)
- 1979: Dudu Pukwana, Han Bennink, Misha Mengelberg: Yi Yole
- 1978: J. Dyani: Song for Biko (met Don Cherry en Makaya Ntshoko)
- 1987: D. Pukwana/J. Stevens: Radebe–They Shoot to Kill
- 1990: D. Pukwana: Cosmics Chapter 90 (met H. Beckett, Mervyn Africa, D. Bates, Lucky Ranku)

- Bibliothèque nationale de France: cb138987209 (data)
- Gemeinsame Normdatei: 135158788
- International Standard Name Identifier: 0000 0001 0837 6633
- Library of Congress Control Number: no98006038
- MusicBrainz: 71cb2a81-76bf-4147-a084-f33ab74a6938
- Virtual International Authority File: 159149296181080670002